# El corredor nocturno
El corredor nocturno es una película argentina-española de suspenso de 2009 dirigida por Gerardo Herrero y protagonizada por Leonardo Sbaraglia, Miguel Ángel Solá, Érica Rivas y Santiago Daicz. El guion de Nicolás Saad está basado en la novela homónima del escritor uruguayo Hugo Burel. Fue estrenada el 25 de setiembre de 2009 en Argentina.
La película fue filmada en Buenos Aires. Herrero, el director, ya contaba con una destacada participación en el cine argentino, ya que había coproducido las exitosas El secreto de sus ojos y Las viudas de los jueves.

## Sinopsis
Eduardo es un gerente de una compañía de seguros que suele salir a correr para descargar la presión que recibe por su trabajo. Al regresar de un viaje de negocios conoce en el aeropuerto a un hombre llamado Raimundo Conti que lo anima a cambiar de vida, a ser libre. No es una simple invitación, este individuo lo asediará hasta límites insospechados para lograr un propósito cuya verdadera finalidad se desconoce. Junto a ellos está Clara, la sicóloga esposa dulce y comprensiva que ama a Eduardo pero que ante una encrucijada puede ser manipuladora e inflexible. Desde el encuentro todo cambia para Eduardo y su cotidianeidad comenzará a deslizarse hacia un territorio ambiguo en el que las certezas se desvanecen. 
Otros personajes del filme son el CEO estadounidense que aprieta a Eduardo para que despida personal, un  veterano empleado (Ricardo Díaz) y la viuda de su antecesor (Marta Lubos) que acusa a Eduardo de haber 
empujado a su marido a la muerte.

## Reparto
- Santiago Daicz
- Ricardo Díaz
- Marta Lubos
- Erica Rivas ...  Clara
- Jorge Sabate
- Leonardo Sbaraglia ...  Eduardo López
- Miguel Ángel Solá ...  Raimundo Conti
- Roberto Vallejos
- Manuel Vicente
- Luciano Cáceres
- Magela Zanotta

## Producción

### Interpretación del director
Para Herrero “es una historia muy contemporánea. Y tiene algo de lo social y también de "thriller". Lo psicológico es lo que le da el plus más allá del "thriller" clásico. El personaje de Leo es un poco el paradigma del hombre actual, que tiene todos los lujos pero que paga un precio alto por eso. Es un hijo de su época. Y esas son las historias que me interesan. Y ellos fueron los primeros actores en los que pensé para el proyecto".

### Interpretación de los actores
Sobre Conti, su personaje, el actor Miguel Ángel Solá dice que “está casi servido, ideal para hacer. Lo importante es que yo tuviera la capacidad para interpretarlo acoplándolo al de Leo y a la vez sin quitarle su singularidad. Los dos tenían que estar jugando frente a frente y pudimos lograrlo porque nos entendimos en la manera de encarar el trabajo".
Para Sbaraglia se trata de la historia de un acoso que no va a parar hasta que a Eduardo (su personaje) se le caiga la máscara y reconozca su verdadera identidad. Pero al margen, hay algo ambiguo, que cada espectador leerá de manera distinta, como un diablo interno, como una parte que tenemos todos y que aparece porque él va a empezar a hacer cosas para las que necesita no sentir culpa. Como él es buenito, va a usar a este tipo, supuestamente malo, para justificar sus acciones terribles.

## Crítica
La crítica calificó como de primer nivel las interpretaciones de Leonardo Sbaraglia y Miguel Ángel Solá, dos actores argentinos que vivieron y trabajaron en Madrid durante años. El crítico Adolfo C. Martínez dice que “el relato va lentamente tomando un matiz oscuro, a veces muy siniestro y siempre irracional. El director Gerardo Herrero supo captar la turbia atmósfera del libro original, aunque por momentos alarga las situaciones y reitera los diálogos entre los dos protagonistas. La trama va desenvolviéndose lentamente hasta llegar a un final inesperado en el que todo surgirá como de una horrible pesadilla. Impecable en sus aspectos técnicos -la fotografía de Alfredo Mayo y la música de Lucio Godoy son firmes soportes de la anécdota-, mientras que las actuaciones de Leonardo Sbaraglia y de Miguel Ángel Solá logran sin fallas insertarse en la piel de ese dúo que librará una tensa lucha”.
Por su parte Horacio Bernades opinó que se trata de una película en la que está presente la figura del doble siniestro, que acosa al héroe y a la vez cumple sus peores deseos. El personaje encarnado por Solá es quien va a manipular como un títere al bueno de Eduardo, en tanto éste representa al hombre medio, lo cual se expresa aquí mediante el uso extensivo del color gris. Gris es su ropa y la de los miembros de su familia, grises son las paredes de su casa, gris es la oficina de Puerto Madero donde trabaja. Gris es, también, la coloratura sobre la que trabaja Alfredo Mayo (director de fotografía favorito de Marcelo Piñeyro), aplicando a la película una gruesa pátina visual, que la textura del digital hace borrosa. En ese contexto se presenta Raimundo Conti (Solá), un triunfador bien trajeado y con el pelo al ras, sibarita, maquiavélico, capaz de cualquier cosa, Raimundo es lo que Eduardo no se anima a ser. Es a ello a lo que lo instiga. Está claro que Eduardo es un pequeño Fausto. En cuanto a Conti, sólo le faltan la barbita, la cola y el tridente. Todo es claro y evidente en El corredor nocturno. Todo es serio y solemne. Todo es como una larga línea de puntos que conduce, sin sorpresas ni accidentes, hasta un lugar que todos imaginamos.
El crítico Pablo O. Scholz opina que Leonardo Sbaraglia sabe ponerle a su personaje un grado de cinismo, otro de desesperación y mucho de humildad, para concretar una creación a la altura de sus mejores personajes en el cine en una película en que la tensión y el suspenso no decaen en ningún momento. De no ser porque Clara, la esposa de Eduardo, y un policía retirado lo ven, bien podría creerse que Conti, en verdad, no existe. ¿Eduardo y Conti son Jekyll y Hyde, o todo es una recreación del mito de Fausto? El español Gerardo Herrero pivotea con esa idea a lo largo de todo el relato, como si Eduardo y Conti practicaran el juego del doble, en una trama de implicancias de corrupción, infidelidades y miedos.